# Jackson Avelino Coelho
Jackson Avelino Coelho (meist Jajá Coelho oder auch nur Jajá; * 28. Februar 1986 in Ipatinga) ist ein ehemaliger brasilianischer Fußballspieler.

## Karriere

### Karrierebeginn in Belo Horizonte
Jajá Coelho begann seine aktive Karriere als Fußballspieler in seiner Heimat Brasilien. Den in Ipatinga geborenen Jajá zog es noch in jungen Jahren in die Hauptstadt von Minas Gerais, nach Belo Horizonte. Dort war er aktiver Nachwuchsspieler beim América Mineiro, bei denen er im Jahre 2002 als 16-Jähriger bereits erste Auftritte im Herrenfußball machen durfte. Das Talent des jungen Brasilianers wurde zu dieser Zeit bereits von vielen europäischen Topklubs wahrgenommen.

### Wechsel nach Europa und Zeit als Leihspieler
Kurz nachdem sich im Jahre 2004 Gerüchte über einen Vereinswechsel nach Europa auftaten, unterschrieb Jajá einen Vertrag bei Feyenoord Rotterdam in den Niederlanden, wo er jedoch nicht zum Einsatz kam. Um Spielpraxis zu sammeln, wurde er von den Rot-Weiß-Schwarzen aus dem Rotterdamer Stadtbezirk Feijenoord nach an den belgischen Erstligisten KVC Westerlo verliehen. Hier gab er sein Liga- und zudem Profidebüt am 29. Januar 2005 beim 2:1-Heimsieg über Sporting Charleroi, wo er nach 73 Minuten ausgewechselt wurde. Zuvor gab er in der 14. Minute die Vorlage für den 1:0-Führungstreffer.
Während der laufenden Saison kam der Brasilianer zu weiteren elf Ligaeinsätzen, in denen er einen Treffer erzielte und eine Torvorlage gab. Seinen ersten Profitreffer verzeichnete er im April 2005, als er bei der 1:3-Heimniederlage gegen den FC Brügge in der vierten Spielminute die 1:0-Führung erzielte. Obwohl er zumeist als Ergänzungsspieler entweder ein- bzw. ausgewechselt wurde und keine richtige Stammposition im Team übernahm, wurde er aufgrund guter Leistungen in der Spielzeit 2005/06 verlängerte Westerloo den Leihvertrag.
In seiner zweiten Saison in Westerlo war Jajá Coelho offensiv wesentlich stärker. So steuerte er im ersten Saisonspiel bei einem 2:0-Heimerfolg über Cercle Brügge abermals ein frühes Tor bei. In der halben Saison, in der Jajá bei den Belgiern war, kam der 1,90 m große Angriffsspieler in 18 Meisterschaftspartien meist über die volle Spieldauer zum Einsatz und erreichte dabei eine Bilanz von zehn Treffern und fünf Vorlagen. Nicht selten erzielte er die Tore im Spiel sehr früh und konnte so des Öfteren den Gegner überraschen. Mit dem Nigerianer Peter Utaka hatte Jajá Coelho in jener Saison einen kongenialen Partner in der Angriffsreihe von KVC Westerlo. Auch schon zur Zeit in Belgien machte der gebürtige Brasilianer mit seinen präzisen und effizienten Frei- sowie Strafstößen auf sich aufmerksam.

### Kurzauftritt in der „La Liga“ und weitere Leihstationen
Nachdem er zur Winterpause wieder zu seinem Stammverein nach Rotterdam zurückgekehrt war, gab dieser in weiterer Folge Jackson Avelino Coelhos Wechsel nach Spanien zum FC Getafe mit Spielbetrieb in der Primera División, der höchsten Fußballliga des Landes, bekannt. Allerdings konnte sich Jajá über kurz oder lang nicht bei den Spaniern durchsetzen und kam so nur auf zwei Kurzeinsätze in der „La Liga“. Sein Ligadebüt gab er dabei am 5. März 2006, als er beim 1:0-Heimerfolg über Betis Sevilla in der 83. Minute für den Stürmer Daniel Güiza ins Spiel kam. Zu einem weiteren Kurzeinsatz kam er am 13. Mai 2006 bei einer 0:1-Auswärtsniederlage gegen Celta Vigo, als er in der 70. Spielminute für den Serben Veljko Paunović eingewechselt wurde.
Um nicht aufgrund fehlender Spielpraxis in sportlichen Rückstand zu kommen, wurde Jajá Coelho noch im Jahre 2006 in seine Heimat Brasilien an den CR Flamengo aus Rio de Janeiro verliehen, wo er zu fünf Ligaeinsätzen kam. Danach entwickelte sich ein Wechselspiel zwischen den Vereinen: Nachdem er zur Spielzeit 2006/07 wieder zum FC Getafe zurückgekehrt war, wurde aber bald darauf ein weiteres Mal verliehen. Diesmal ging es zurück nach Belgien, wo der KRC Genk den jungen Stürmer als Leihspieler in die Mannschaft aufnahm. Beim Verein aus der belgischen Provinz Limburg kam er in weiterer Folge zu neun Ligaeinsätzen, einem Treffer sowie einer Torvorlage.
Gleich nachdem er mit der Mannschaft belgischer Vizemeister der Saison 2006/07 wurde, wurde der Stürmer ein weiteres Mal verliehen. Bei seiner nächsten Leihstation traf der technisch versierte Angriffsspieler auf alte Bekannte, da er erneut vom KVC Westerlo aufgenommen wurde. Diesmal kam er während der Spielzeit 2007/08 auf neun Ligaspiele, in denen er vier Tore erzielte und zwei Assists gab. Im ersten Spiel noch als Ersatzspieler bei einem Kurzeinsatz aktiv, spielte er die restlichen acht Partien nahezu gänzlich über die Spieldauer von 90 Minute durch. Danach kehrte er zur Winterpause wieder zum FC Getafe zurück.

### Stürmer-Star in der Ukraine

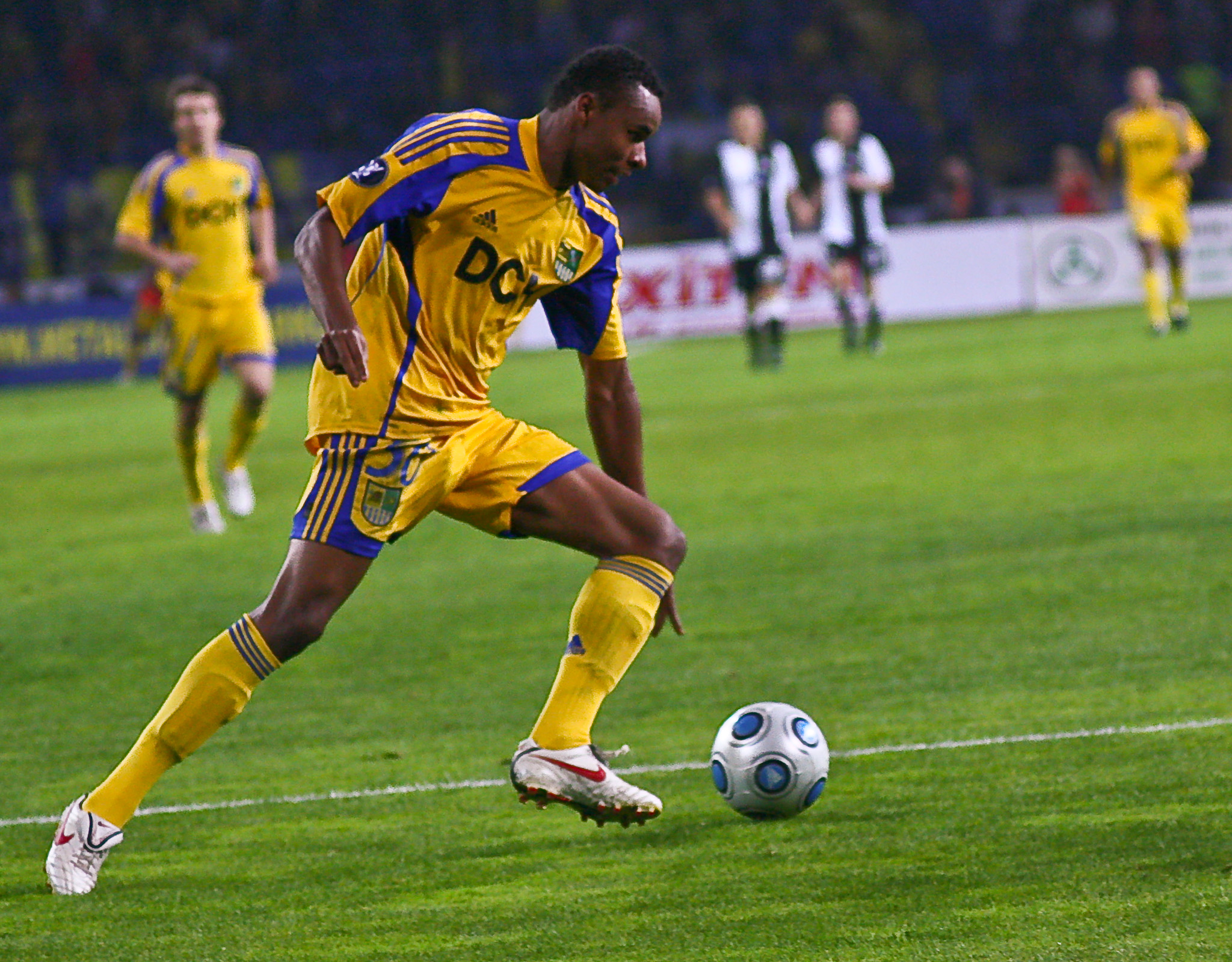
Jajá Coelho beim EL-Play-off-Heimspiel gegen den SK Sturm Graz (0:1)

Im März 2008 gab die Vereinsführung des FC Getafe den Wechsel von Jackson Avelino Coelho in die Ukraine zu Metalist Charkiw bekannt. Laut Medienberichten unterzeichnete er bei Metalist Charkiw einen Vertrag über dreieinhalb Jahre. In der Ukraine gab er schließlich am 8. März 2008 sein Team- und Ligadebüt, als er beim 0:0-Auswärtsremis gegen Tawrija Simferopol von Beginn an im Einsatz war und ab der 86. Minute durch den gleichaltrigen Oleksij Antonow ersetzt wurde.
Das Niveau zwischen der höchsten belgischen Spielklasse und der höchsten Liga der Ukraine war anfangs deutlich spürbar, doch fand sich Jajá rasch in die Spielweise der Ukrainer ein und war so in seinem ersten Jahr beim neuen Verein in elf Partien im Einsatz und schoss dabei drei Tore. Seit der Saison 2008/09 zählt Jajá Coelho nicht nur durch seine Leistungen im Cup und der Liga zu einem der besten Fußballer der Ukraine. Auch im UEFA-Cup 2008/09 war Jajá Coelho maßgeblich am Erfolg seines Teams beteiligt. Am Ende des Jahres wurde er deshalb sogar als „Fußballer des Jahres in der Ukraine“ ausgezeichnet.
Zuvor war er allerdings in 23 Meisterschaftsspielen für die Mannschaft im Einsatz und kam dabei auf eine Bilanz vier Torvorlagen und elf Toren, was in der Torschützenliste den vierten Platz hinter Olexandr Kowpak (17 Tore), Ismaël Bangoura und Oleksandr Alijew (jeweils 13 Tore) bedeutete. Mannschaftsintern war Jackson Avelino Coelho in dieser Spielzeit dennoch Torschützenkönig. Im ukrainischen Pokal kam das Team 2008/09 nicht über das Halbfinale hinaus, in dem man auf Worskla Poltawa traf und zuerst nur ein 0:0-Remis erspielte und erst danach in der Wiederholung des Spiels mit 0:2 verlor. Insgesamt kam er in den zwei absolvierten Pokalspielen auf ebenso viele Treffer.
Größere Erfolge feierte Jajá mit seinem Team im UEFA-Cup, wo er bereits in der 1. Runde konstante Leistungen vollbrachte. Der mit der Zeit für seine zielgenauen Freistöße bekanntgewordene Jajá Coelho erzielte bei einem 4:1-Heimsieg über Beşiktaş Istanbul mit einem Distanzschuss aus rund 40 Metern das Tor zur 1:0-Führung. Außerdem war er noch bei allen drei anderen Treffern beteiligt, da er zwei Torvorlagen machte und den Treffer zum 3:0 per Abstauber selbst im gegnerischen Tor versenkte.
Im UEFA-Cup schaffte es die Mannschaft nach Siegen über eine Vielzahl europäischer Topklubs den Einzug ins Achtelfinale des Wettbewerbs. Dort scheiterte das Team nach Hin- und Rückspiel allerdings aufgrund der Auswärtstorregel an Dynamo Kiew und konnten so nicht den Erfolgsmarsch ins UEFA-Cup-Viertelfinale fortsetzen. Insgesamt kam Jajá während des Bewerbs in zehn Spielen auf vier Treffer sowie auf zwei Torvorlagen.
Für die UEFA Europa League 2009/10 musste sich die Mannschaft ab der 3. Qualifikationsrunde für den Wettbewerb qualifizieren. Nachdem der kroatische Verein HNK Rijeka mit einem Gesamtscore von 1:4 aus Hin- und Rückspiel besiegt wurde, wartete in der vierten Quali-Runde, dem sogenannten Play-off der österreichische Bundesligist SK Sturm Graz. Als Jajá beim 1:1-Remis im Hinspiel in Graz das eine Tor für sein Team vorbereitete, wurde die Mannschaft allerdings zuhause mit 0:1 geschlagen. Nach den Erfolgen im Vorjahr bedeutete die Niederlage gegen den SK Sturm bereits ein frühes Ausscheiden aus dem laufenden Wettbewerb.
Auch im ukrainischen Pokal wollte es 2009/10 nicht klappen; man schied bereits im Achtelfinale aus. In der Liga ist Jajá Coelho zurzeit (Februar 2010) Anwärter auf die Torschützenkrone, da er in der aktuell laufenden Saison 2009/10 in elf Meisterschaftsbegegnungen bereits neun Tore erzielt hat.
Zuvor wurde im Oktober 2009 bestätigt, dass Jackson Avelino Coelho seinen Vertrag bei Metalist Charkiw bis zum Jahre 2013 verlängert hat.

### Intermezzo in der Türkei
Trotz der Verlängerung im Oktober 2009 wechselte Coelho am 7. August 2010 zum türkischen Erstligisten Trabzonspor.

### Neue Herausforderungen in den Vereinigten Arabischen Emiraten
Im Juli 2011 wurde Coelhos wechsel zu Al-Ahli nach Dubai bekanntgegeben.

### 2. Intermezzo in der Türkei
Im Sommer 2013 wurde er an den türkischen Erstligisten Kayserispor ausgeliehen. Bereits nach der Hinrunde löste er aber nach gegenseitigem Einvernehmen mit dem Verein seinen Vertrag auf und verließ die Zentralanatolier wieder.

## Sperre
Die Disziplinar- und Ethikkommission der Asian Football Confederation hat Jakson Avelino Coelho für vier Jahre die Teilnahme an Aktivitäten im Zusammenhang mit Fußball (zu denen unter anderem alle nationalen, internationalen, freundschaftlichen und offiziellen Spiele gehören) wegen Verstoßes gegen Artikel 6 der AFC Anti-Doping-Bestimmungen 2019 verboten.
Jakson Avelino Coelho wurde nach einem Dopingkontrolltest, der beim Gruppenphasenspiel der AFC Champions League 2020 zwischen Chiangrai United und Melbourne Victory am 30. November 2020 durchgeführt wurde, wegen eines Verstoßes gegen die Dopingregeln für schuldig befunden.

## Erfolge
Buriram United
- Thai League: 2017

KRC Genk
- Division 1A: 2006/07 (Vizemeister)

Metalist Charkiw
- UEFA-Cup-Achtelfinalist 2008/09
- ukrainischer Cup-Semifinalist: 2008/09

Trabzonspor
- Süper Lig: 2010/11 (Vizemeister)

## Auszeichnungen
- 1× Ukrainischer Fußballer des Jahres: 2008
- 1× mannschaftsinterner Torschützenkönig: 2008/09